# Classic Club
De Classic Club is een golfclub in de Verenigde Staten. De club werd opgericht in 2006 en bevindt zich in Palm Desert, Californië. De club beschikt over een 18-holes golfbaan met een par van 72 en werd ontworpen door de golfbaanarchitect Arnold Palmer.

## Golftoernooien
- Bob Hope Classic: 2006-2008